# Plan Barre
Le Plan Barre annoncé par le Premier ministre Raymond Barre à la fin septembre 1976, après la démission de son prédécésseur Jacques Chirac, est un ensemble de mesures d'austérité appelées politique de « la rigueur » marquant la fin de la relance Chirac menée depuis un an après la sortie du SME de plusieurs monnaies, franc, lire, livre et peseta, lors de la crise monétaire européenne de l'année 1976
Ce plan vise à combattre les hausses simultanées du chômage et de l'inflation liées à la crise économique mondiale du premier choc pétrolier, qui déclenchent l'utilisation d'un nouveau mot, la « stagflation », mais le combat contre l'inflation est considéré comme sa priorité absolue, alors que très les forts écarts d'inflation en Europe après le premier choc pétrolier ont fait émerger et converger de très intenses spéculations sur le marché des changes

## Sortie du SME le 15 mars 1976
Le 15 mars, Jacques Chirac décide que la France va sortir du serpent monétaire européen, la Banque de France s'étant « épuisée, en vain, à défendre le franc ».
C'est l'un des épisodes importants de la crise monétaire européenne de 1976. La baisse du franc qui en découle renchérit le coût des importations. 
La France avait été le seul pays de l’OCDE « opposé aux changes flottants jusqu’à la fin ». Mais en novembre 1975, après une longue négociation secrète avec les Américains, elle décide finalement d’accepter ce « non-système » monétaire international.
Lors du comité intérimaire du FMI de Kingston (Jamaïque) en janvier 1976, « les changes flottants ont été légalisés ». El Europe, les fluctuations sont censées être contenues par le serpent monétaire européen existant depuis 1972 et qui sera remplacé par la création du SME en 1979.
Le "Plan Barre" semble ainsi aux économistes « inséparable » et « intégré » avec la future création du SME, censé pallier les insuffisances du serpent monétaire européen, conçu par Valéry Giscard d’Estaing et créé en décembre 1979 à son initiative et à celle d'Helmut Schmidt.
Commissaire européen, Raymond Barre avait pris des mesures dès 1969 avec l'espoir de mieux coordonner les politiques dans ce domaine, afin de rétablir de la stabilité, en créant pour y contribuer une unité de compte européenne.
Mais le consensus des experts anticipe, en milieu d'année 1976, une inflation de 13% pour la France, auto-entretenue car la progression des salaires est indexée sur celle des prix.
En Angleterre, où l'inflation a culminé à 28 % dès août 1975, restant très élevée, à 24,2 % en novembre 1975, le chef du gouvernement travailliste Harold Wilson démissionne le lendemain, remplacé par  James Callaghan qui doit emprunter fin septembre au Fonds monétaire international (FMI) 3,9 milliards de dollars, montant inégalé à l'époque, pour reconstituer des réserves de change nécessaires pour maintenir la valeur de la livre sterling, dont seulement une partie sera utilisée. L'Italie demande elle aussi un prêt important du FMI, qu'elle obtient peu après l'Angleterre.

## L'impulsion de Michel Albert en mai 1976
Le haut-fonctionnaire Michel Albert, qui vient d'être nommé commissaire adjoint au Plan, fut le premier à entreprendre une percée vers un changement radical de la politique économique. Dans un projet de note confidentielle datée du 25 mai 1976 adressée à Jacques Chirac, il l’avertit qu’à l’automne prochain, le dérapage inflationniste « le plus grave depuis le début de la Ve République » commencera et qu'il faut lancer « une opération choc de style gaullien […] un plan de rééquilibre analogue au plan Pinay-Rueff », de caractère néolibéral.

## L'avertissement de juillet 1976
En juillet, Jean Ripert, commissaire au Plan, et cinq directeurs aux Finances (Prévision, Budget, Concurrence et des Prix, Trésor et Insee) adressent des notes au ministre Jean-Pierre Fourcade pour réclamer des changements majeurs aux orientations de la politique économique. 
Celle du 27 juillet, signée par Jacques de Larosière estime que « la reprise dépendra essentiellement des perspectives que les industriels se feront sur la solidité de la monnaie et sur les chances d’une croissance dans la stabilité » des prix.

## Changement de gouvernement d'août 1976

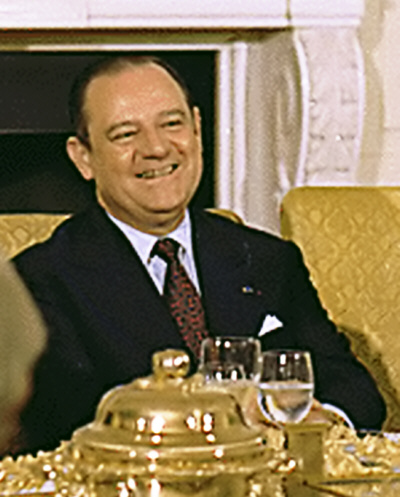
Raymond Barre en 1977.

Le président de la République Valéry Giscard d'Estaing doit faire face à la démission imprévue du gouvernement de Jacques Chirac, ce dernier claquant la porte, et le 25 août 1976 décide de nommer Premier ministre, l'économiste Raymond Barre, avec qui il avait des réunions régulières à Bruxelles plusieurs années auparavant.
Il le présente à la presse comme « l'un des meilleurs économistes de France », compliment arrivé déformé par la presse à son bénéficiaire: de l'expression « l'un des meilleurs », elle a gardé « le meilleur ». Il est au même moment nommé ministre de l'Économie et des Finances, soit la première fois que, sous la Ve République, un chef de gouvernement exerce en même temps une autre fonction ministérielle. Mais il ne cumulera les deux fonctions que jusqu'en mars 1978.
Le nouveau Premier ministre résume les problèmes économiques du pays le 22 septembre 1976 par la formule « la France vit au-dessus de ses moyens », et souhaite à la fois se distancier du plan de refroidissement Fourcade de 1974 et de la relance Chirac de septembre 1975.

## Principales mesures
Parmi les mesures annoncées dans ce « plan Barre » le 22 septembre 1976, qui fera "les gros titres des journaux",,:
- gel des prix et salaires pendant trois mois[4];
- cotisations de Sécurité sociale relevées pour tout le monde[3];
- prix de la vignette augmenté de 43 % 127 %, taxes sur le super de 27 centimes[3];
- l'inflation doit être limitée à 6,5% pour l'année 1977[3];
- les impôts sur le revenu sont majorés de 4 % à 8 % pour les contribuables aisés[3];
- l'impôt sur les sociétés est majoré de 4 %[3];
- les seules mesures budgétaires de soutien à l'activité concernent la politique de l'emploi[16].

## Motivations
Face à la « stagflation », le plan a « choisi sa cible, l'inflation »,, qu'il faut « freiner » pour « retrouver compétitivité, croissance et emploi » car « quand les prix s'élèvent plus rapidement en France qu'ailleurs, les produits français deviennent moins compétitifs ».

En Angleterre, l'inflation a culminé à 28 % dès août 1975, restant très élevée, à 24,2 % en novembre 1975. En Italie, la tendance est semblable, et en France, les experts craignent que l'inflation ne grimper à 13% rapidement, la situation dans ces trois pays poussant les investisseurs et spéculateurs à jouer des avantages comparatifs de la monnaie allemande, portée par une inflation beaucoup plus raisonnable.
Les motivations du Plan Barre comportent ainsi une importante dimension monétaire, même si la sortie du franc du SME en mars 1976 est déjà effectuée.

## Accueil dans la presse
Dès le début septembre, la préparation de ce plan occupe plusieurs pages presque tous les jours dans le quotidien de centre-gauche Le Monde. Le plan est perçu comme « marquant une discontinuité avec la ligne de conduite précédente de la politique économique » et « le début d’un tournant majeur dans l’histoire de la politique économique française ». Puis le journal y consacre cinq colonnes à la Une le jour de son adoption, même s'il avait déjà obtenu l'essentiel de son contenu les jours précédents.

## Riposte des syndicats
Les syndicats programment une grande journée d'action le 7 octobre ce qui amène Giscard à tenter de rassurer les Français le 29 septembre à la télévision, mais seulement un sur trois pense que le plan va réussir.
La CFDT dénonce une « opération de sauvetage des intérêts patronaux », la CGT une « régression sociale », et la Fédération de l'éducation nationale (FEN) appelle à une « riposte globale ». 

## Bourse et division dans la majorité
Même la Bourse sombre dans la morosité tandis que Jacques Chirac fonde le RPR en décembre, face à l'impopularité du gouvernement,.

## Résultats
- Sur l'année 1976, l'inflation est revenue sous les 10 %, à 9,9 %[3],[4] grâce au blocage des prix[3]. Mais fin 1977 elle est toujours de 9% et aura été de 11,1 % de 1974 à 1980 contre seulement 4,7 % en Allemagne fédérale[3].
- Le chômage, qui n'est plus l'ennemi prioritaire[3],[4] a crû de 10 %, les défaillances d'entreprises de 12 %[3];
- l'endettement de l'Etat passe de 8,1 % du PIB en 1974 à 13,8 % en 1979[3];
- Le déficit commercial dépasse 11 milliards de francs[3].

## Autres mesures d'austérité sous Raymond Barre
Raymond Barre décide de coordonner un plan de restructuration de la sidérurgie française en 1979, consistant à quasi-nationaliser les usines concernées, dans le but de sauvegarde une industrie sidérurgique en France, qui contribuera plus tard à la naissance du groupe Arcelor, dans le cadre d'une fusion avec des concurrents espagnols et luxembourgeois puis indiens.
En 1979, ce plan de sauvetage implique la suppression de plusieurs dizaines de milliers d'emplois, et de violents mouvements de protestations en découlent, et sa politique est contestée par la gauche, mais aussi par le parti gaulliste, l'obligeant durant ses fonctions à engager dix fois la responsabilité de son gouvernement devant l'Assemblée nationale, ce qui fait que Raymond Barre conservera longtemps une rancœur personnelle contre le RPR de son prédecesseur Jacques Chirac.

## Conséquences politiques
- Jacques Chirac, opposé à ce plan, a fondé le RPR en décembre 1976 puis gagné la Mairie de Paris en mars 1977, contre le candidat soutenu par l'Elysée, et malgré une vague de succès électoraux de la gauche aux municipales de 1977;
- La faible popularité du gouvernement fait craindre au patronat la victoire de la gauche en 1978[16].
- La politique économique lancée par Raymond Barre sera finalement « abandonnée sous le gouvernement de gauche au pouvoir en 1981 » mais « quelques années plus tard, elle retrouve en gros sa ligne initiale »[4].